# Паравесы
Пара́весы (лат. Paraves) — широко распространённая клада тероподных динозавров, возникшая в позднеюрскую эпоху. Помимо вымерших групп: дромеозаврид, троодонтид, анхиорнитид и скансориоптеригид, в кладу также включают авиалов, среди которых более 9 тысяч видов ныне живущих птиц. Примитивные представители клады Paraves хорошо известны наличием серповидного когтя на приподнятом втором пальце стопы, который у некоторых видов приподнимался над землёй во время ходьбы.

## Описание
Как и все тероподы, паравесы были бипедальными животными.
Зубы примитивных представителей клады были изогнутыми и снабжены пилообразной насечкой, но не имели лезвиеобразной формы, за исключением некоторых специализированных видов, таких, как Dromaeosaurus albertensis. Зазубрины на переднем крае зубов дромеозаврид и троодонтид были очень маленькими и изящными, а задний край имел очень большие и загнутые зубцы.
Представители большинства ранних групп паравесов были плотоядными, хотя некоторые мелкие виды (особенно среди троодонтид и ранних авиал) считаются всеядными животными, и было высказано предположение, что всеядность является наследственным состоянием для этой группы, при этом строгая плотоядность развивается в некоторых специализированных линиях. Ископаемые остатки также свидетельствуют, что покрытые перьями передние и задние конечности были наследственным признаком, изначально появившимся у целурозавров, хотя эта черта у продвинутых птиц впоследствии была утеряна.

### Крылья
Паравесы обычно имеют длинные, оперённые передние конечности, которые уменьшились у многих нелетающих видов и некоторых вымерших линиях, освоивших полёт. У ранних форм крылья обычно несли три больших, гибких, когтистых пальца. У продвинутых форм кости пальцев слились, а когти уменьшились или исчезли. Запястье становилось всё более асимметричным — тенденция, которую можно проследить до примитивных целурозавров, позволила удлинить передние конечности и развить оперение, что сделало возможным процесс полёта.
Многие ранние представители группы имели хорошо развитые крылья и длинные перья на задних конечностях, которые в некоторых случаях формировали второй набор аэродинамических поверхностей. Представителей таких видов, самым известным из которых является Microraptor gui, часто называют «четырёхкрылыми динозаврами». Несмотря на предположения, что длинные перья на ногах затрудняли бы наземный образ жизни и что паравесы жили на деревьях, нет никаких доказательств, что эти животные были способны карабкаться на деревья. Этот очевидный парадокс рассматривался в более поздних исследованиях, которые прояснили, что ранние представители группы, такие, как микрораптор, могли взлетать с земли на дерево, не взбираясь по стволу. Микрораптор, в частности, также, по-видимому, представляет пример летающего существа, развившегося независимо от птиц внутри группы Paraves.

### Ноги и серповидные когти
У большинства теропод при ходьбе с землёй контактировали три пальца, однако ископаемые следы подтверждают, что многие базальные паравесы, включая троодонтид, дромеозаврид и некоторых ранних авиалов, держали второй палец над землёй в приподнятом положении, причём только 3 и 4 пальцы несли вес животного. Такое строение стопы называется функциональной дидактилией. Увеличенный второй палец нёс необычно большой, изогнутый серповидный коготь (удерживаемый на земле или приподнятый при ходьбе). У крупных хищных эудромеозавров этот коготь имел сплюснутую с двух сторон форму. У ранних видов первый палец (лат. hallux) обычно был маленьким и загибался внутрь к центру тела, и полностью изменился только у более специализированных птиц. У одного вида, Balaur bondoc, первый палец был сильно видоизменён и располагался параллельно со вторым. Как первый, так и второй пальцы на каждой ноге балаура были втянутыми и несли удлинённые серповидные когти.

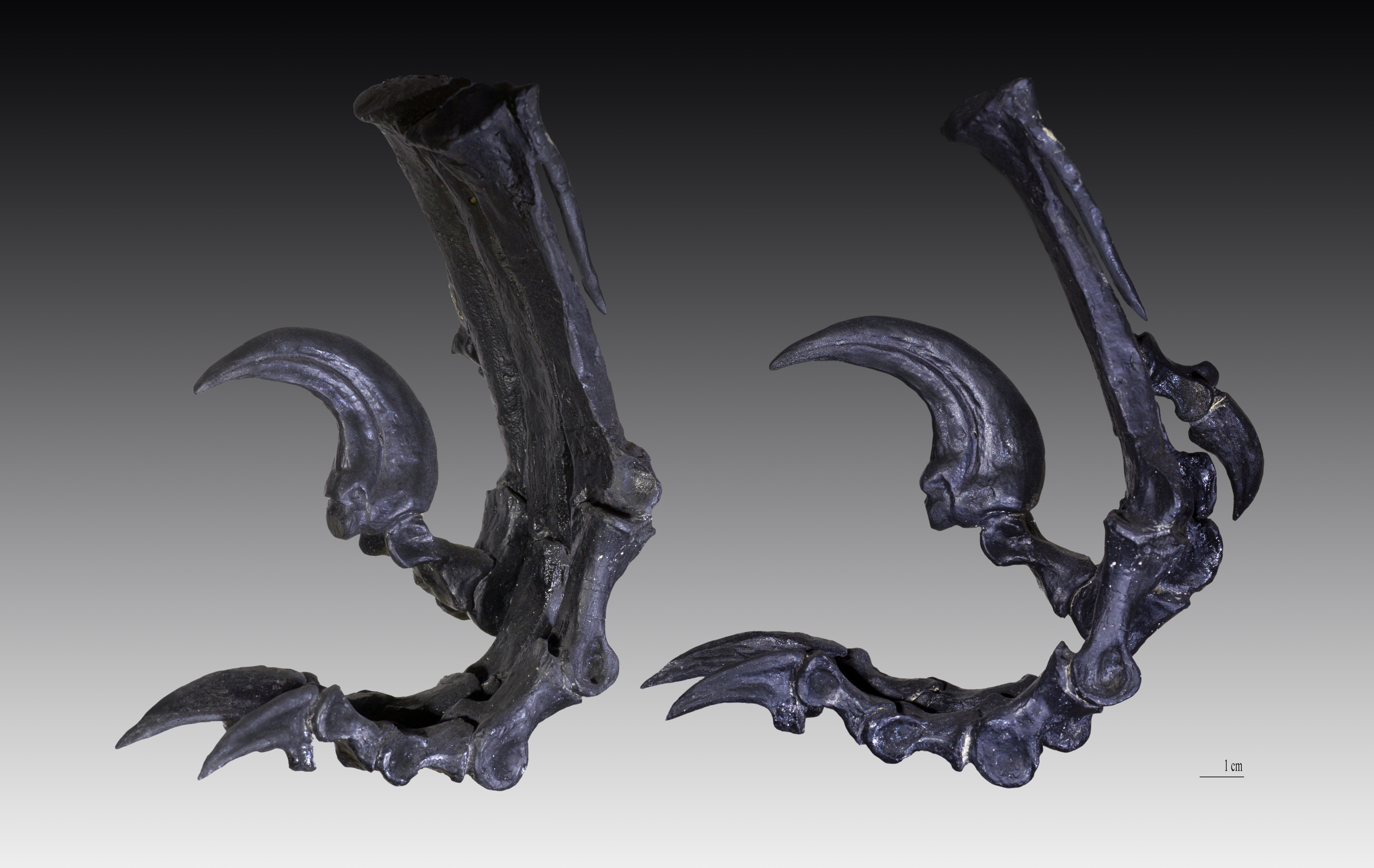
Серповидные когти дейнониха

Хотя характерный коготь на ногах и связанные с ним изменения анатомии стопы, такие, как укороченный метатарзус у эудромеозавров были известны с середины XX века, выдвигались разные предположения о его назначении. Изначально коготь рассматривался как орудие уничтожения крупной жертвы. В этом случае, укороченная верхняя часть стопы служила бы местом крепления мощных сухожилий. Однако, последующие исследования формы когтя показали, что его нижняя сторона была слабо загнута и не являлась эффективным режущим инструментом. Вместо этого, коготь скорее выступал в роли зацепного крючка. В 2006 году Филипп Мэннинг и др. предположили, что когти паравесов напоминали альпинистские кошки и использовались для лазания, а у крупных представителей группы — чтобы карабкаться по бокам очень больших жертв.
Более масштабное исследование функции серповидных когтей, проведённое в 2011 году Денвером Фаулером и его коллегами, показало, что выводы Мэннинга и др. верны: коготь не мог служить эффективным оружием. В своей работе Фаулер и коллеги сравнили когти и общую анатомию ног различных примитивных видов с современными птицами, чтобы пролить свет на их фактическую функцию. Работа Фаулера показала, что многие современные хищные птицы также имеют увеличенные когти на вторых пальцах ног. Птицы используют когти, чтобы схватить и удержать жертву, меньшую или равную по размеру самому хищнику, при этом птицы наваливаются на добычу всем весом, чтобы придавить её к земле. Фаулер и его коллеги сделали вывод, что это поведение полностью согласуется с анатомией продвинутых дромеозаврид, таких как дейноних, который имел слегка противостоящие первые пальцы и сильные сухожилия на пальцах и ступнях. Также вполне вероятно, что продвинутые дромеозавриды прокалывали и хватали добычу, прижимая её к земле и совершая хлопающие движения крыльями, чтобы стабилизировать себя. Другими признаками такого поведения являются зубы, имевшие пилообразную насечку только на заднем крае (что полезно для того, чтобы подтянуть плоть вверх, а не нарезать её) и большие когти на крыльях (которые помогали покрепче ухватить жертву, окружив её веером крыльев).
У более примитивных дромеозаврид и троодонтид ноги были менее специализированными, а когти не такими крупными и загнутыми. Кроме того, суставы пальцев ног допускали больший диапазон движений, чем простые движения вверх-вниз у продвинутых дромеозаврид. Похоже, что эти виды специализировались на мелкой добыче, которую можно было прижать, используя только внутренние пальцы, что не требовало особой силы и прочности ног.

### Дихотомияразмеров тела
Среди представителей клады Paraves найдены самые экстремальные примеры миниатюризации и неотении. Предки паравесов начали уменьшаться в размерах в ранней юре, примерно 200 миллионов лет назад, и ископаемые данные показывают, что линия теропод развивала новые адаптации в 4 раза быстрее, чем другие группы динозавров, и уменьшались в 160 раз быстрее, чем другие линии динозавров росли. Тёрнер и его команда в 2007 году предположили, что крайняя степень миниатюризации была наследственной для клады, чей общий предок, по оценкам, составлял около 65 сантиметров в длину и достигал массы в 600—700 граммов. У эуманирапторов — как у дромеозаврид, так и у троодонтид — произошли 4 независимых события гигантизма, в то время как масса тела многих форм в пределах клады авиалов продолжала уменьшаться. Окаменелые остатки показывают, что все самые ранние представители паравесов, найденные до настоящего времени, начинали эволюционировать как мелкие виды, в то время как дромеозавриды и троодонтиды постепенно увеличивались в размерах в течение всего мелового периода.

## Систематика
Кладу Paraves ввёл в систематику Пол Серено в 1997 году. Название образовано от др.-греч. par(a) — возле, рядом и лат. aves, (множ. ч. avis) — птица. В 1998 году Пол Серено определил группу как узловую кладу, содержащую всех манирапторов, которые ближе к группе Neornithes (которая включает всех ныне живущих птиц), чем к овираптору.
В 1997 году К. Падиан, Р. Хатчинсон и Т. Хольц ввели в систематику узловую кладу Eumaniraptora («настоящие манирапторы»). Они определили новую кладу как включающую только авиалов и дейнонихозавров. Как правило, Paraves и Eumaniraptora считаются синонимами, хотя несколько недавних исследований показывают, что группы сходны, но не идентичны по содержанию. Агнолин и Новас в 2011 году восстановили скансориоптеригид и альваресзаврид как представителей клады паравесов, которое не были эуманирапторами, а Тёрнер, Маковицки и Норрелл в 2012 году восстановили Epidexipteryx как единственного известного представителя не-эуманирапторных паравесов. Почти идентичное определение для введённой ими клады Averaptora: «группа теропод, которая включает все таксоны, близкие к паравесам, чем к дромеозавру» использовали Агнолин и Новас в своей научной работе 2013 года.
С 1960-х годов дромеозавриды и троодонтиды часто группировались в кладу дейнонихозавров, изначально основанную главным образом на наличии у её представителей убирающегося второго пальца ноги с серповидным когтем. Теперь известно, что подобный коготь есть также у некоторых авиал. Название Deinonychosauria придумали Нед Кольбер и Дэйл Расселл в 1969 году; в 1986 году Жак Готье дал определение кладе: «все тероподы, более близкие к дромеозавридам, чем к птицам». Однако, несколько недавних исследований поставили под сомнение гипотезу тесной связи дромеозаврид и троодонтид. Вместо этого оказалось, что троодонтиды более тесно связаны с птицами, чем с дромеозаврами.